# Giorgos Arvanitis

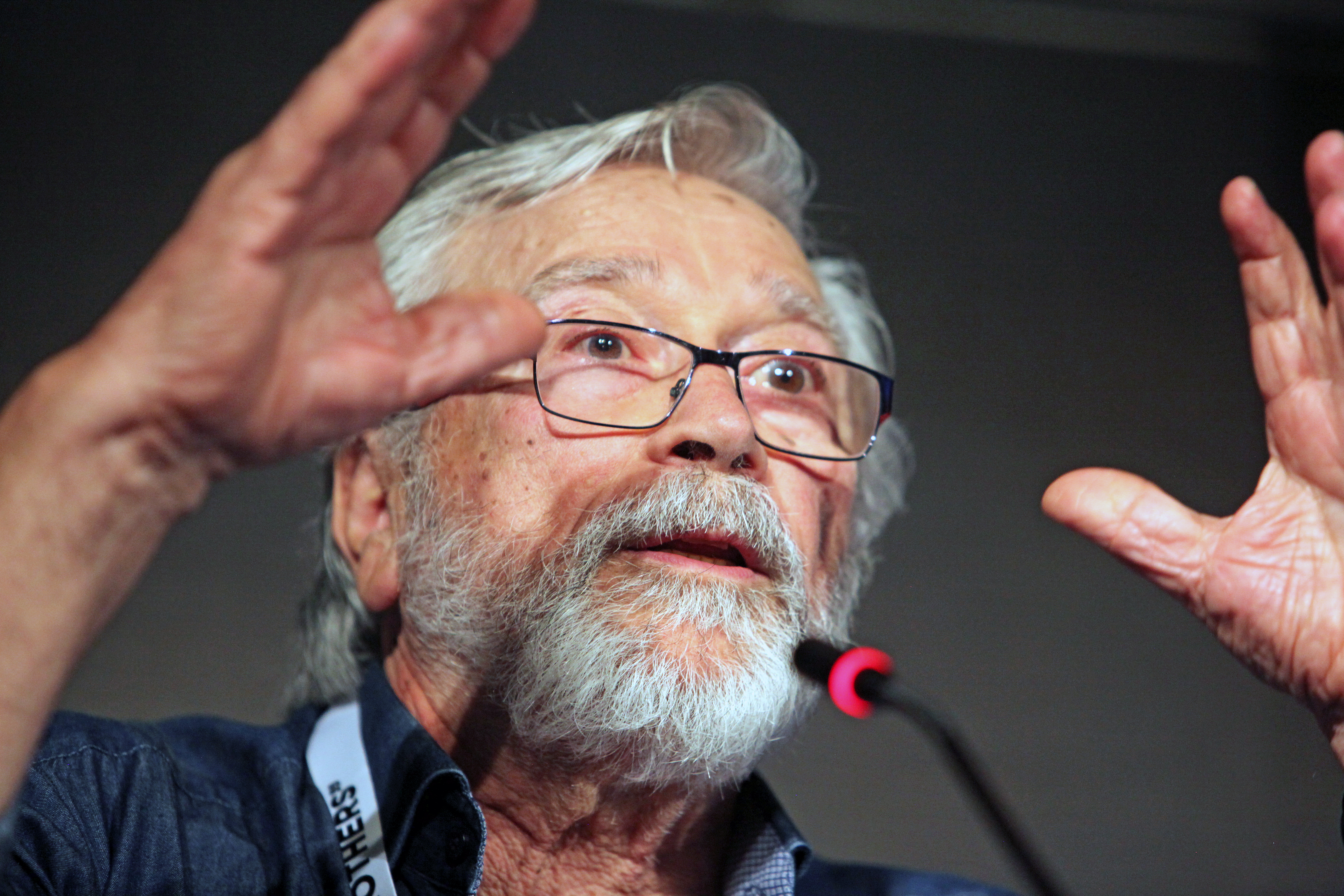
Giorgos Arvanitis beim Manaki Brüder Festival in Bitola 2019

Giorgos Arvanitis, auch Yórgos Arvanítis (griechisch Γιώργος Αρβανίτης, * 22. Februar 1941 in Dilofo, Fthiotida, Griechenland) ist ein arvanitisch-griechischer Kameramann.

## Karriere
Giorgos Arvanitis machte eine Ausbildung zum Elektriker und begann Anfang der 1960er Jahre beim Griechischen Film als Beleuchter und Kameraassistent zu arbeiten. Sein Filmdebüt als hauptverantwortlicher Kameramann gab er in der 1965 erschienenen und von Kostas Lyhnaras und Theodoros Angelopoulos inszenierten Musikkomödie Peripeteies me tous Forminx. Für Angelopoulos zeigte er sich seitdem auch für all dessen Spielfilme als Kameramann verantwortlich. Weiterhin pflegte er eine mehrjährige Zusammenarbeit mit Pantelis Voulgaris und Jean-Jacques Andrien. In den letzten Jahren drehte er auch für die französische Regisseurin Catherine Breillat mehrere Filme, darunter Meine Schwester, Romance 2 – Anatomie einer Frau und Die letzte Mätresse. Seine international bedeutendste Auszeichnung war eine 1989 eine Nominierung für den Europäischen Filmpreis für die Beste Kameramann in Angelopoulos Landschaft im Nebel.

## Filmografie (Auswahl)
- 1965: Peripeteies me tous Forminx
- 1970: Rekonstruktion (Anaparastasi)
- 1972: Die Tage von 36 (Meres tou ’36)
- 1973: Johannes der Gewalttätige (Ioannis o viaios)
- 1975: Die Wanderschauspieler (O thiasos)
- 1977: Die Jäger (Oi kynigoi)
- 1977: Iphigenie (Ifigeneia)
- 1978: Traum einer Leidenschaft (Kravgi gynaikon)
- 1980: Der große Alexander (O Megalexandros)
- 1984: Die Reise nach Kythera (Taxidi sta Kythira)
- 1985: Steinerne Jahre (Petrina hronia)
- 1986: Der Bienenzüchter (O Melissokomos)
- 1988: Landschaft im Nebel (Topio stin omichli, paysage dans le brouillard, landscape in the mist)
- 1989: Sehnsucht nach Australien (Australia)
- 1991: Der schwebende Schritt des Storches (To meteoro vima tou pelargou)
- 1991: Homo Faber
- 1992: Ich denke an euch (Je pense à vous)
- 1994: Das Hochzeitsboot (Le bateau de mariage)
- 1995: Der Blick des Odysseus (To Vlemma tou Odyssea)
- 1995: Paradies, Brooklyn (Someone Else’s America)
- 1995: Total Eclipse – Die Affäre von Rimbaud und Verlaine (Total Eclipse)
- 1997: Bent
- 1998: Die Ewigkeit und ein Tag (Mia aioniotita kai mia mera)
- 1998: Zug des Lebens (Train de vie)
- 1999: Romance XXX (Romance)
- 2001: Meine Schwester (À ma sœur!)
- 2002: Der letzte Brief (La dernière lettre)
- 2002: Ich bin es leid, deine Liebhaber zu töten (Kourastika na skotono tous agapitikous sou)
- 2003: Romance 2 – Anatomie einer Frau (Anatomie de l’enfer)
- 2004: Das schlafende Kind (L’enfant endormi)
- 2005: Süße Milch (La ravisseuse)
- 2006: A Crime
- 2007: Die letzte Mätresse (Une vieille maîtresse)
- 2010: Ein Sommer auf der Seine (La blonde aux seins nus)
- 2011: Verwundete Erde (La terre outragée)
- 2015: Hitzewelle (Blind Sun)
- 2019: Adults in the Room
- 2019: Die Erlösung der Fanny Lye (Fanny Lye Deliver’d)